# Nurronjärvi
Nurronjärvi är en sjö i kommunen Kuhmo i landskapet Kajanaland i Finland. Den är 7 meter djup. Arean är 34 hektar och strandlinjen är 3,54 kilometer lång. Sjön  ingår i Uleälvens huvudavrinningsområde.   Den ligger omkring 110 kilometer öster om Kajana och omkring 520 kilometer nordöst om Helsingfors. 